# L'Unique
L'Unique è un film francese del 1986 diretto da Jérôme Diamant-Berger.

## Trama
Una famosa cantante rock ha un esaurimento nervoso, costretta alla cancellazione della sua tournée. Vox, il suo produttore, con l'aiuto di dello scienziato Colewsky, sostituisce la cantante con un ologramma.